# سی‌هورس اسپریت
سی‌هورس اسپریت (به انگلیسی: Seahorse Spirit) یک کشتی است که طول آن ۷۲ متر (۲۳۶ فوت) می‌باشد. این کشتی در سال ۱۹۸۰ ساخته شد.